# Prince (Ontario)
Prince es un municipio canadiense situado en la provincia de Ontario.

## Superficie
Prince tiene una superficie de 84,98 km².

## Demografía
En 2021, tenía 975 habitantes, una densidad poblacional de 11,5 hab./km², y 462 viviendas.